# Maria Beatriu d'Àustria-Este
Beatriu d'Àustria-Este (Mòdena, 13 de febrer de 1824 - Görz, Imperi Austrohongarès, 18 de març de 1906) fou infanta d'Espanya i comtessa de Montizón, Arxiduquessa d'Àustria, princesa reial d'Hongria i de Bohèmia i princesa de la Casa dels Este amb el tractament d'altesa imperial.
Nascuda el 1824 a la ciutat de Mòdena, capital del petit ducat de Mòdena, essent filla del duc Francesc IV de Mòdena i de la princesa Maria Beatriu de Savoia. Beatriu era neta per via paterna de l'arxiduc Ferran d'Àustria-Este i de la princesa Maria Beatriu d'Este i per via materna del rei Víctor Manuel I de Sardenya i de l'arxiduquessa Maria Teresa d'Àustria-Este.
El dia 6 de febrer de 1847 contragué matrimoni a Mòdena amb l'infant Joan de Borbó, fill de l'infant Carles Maria Isidre de Borbó i de la infanta Maria Francesca de Portugal. La parella tingué dos fills:
- SAR l'infant Carles de Borbó, duc de Madrid, nat el 1848 a Laibach i mort el 1909 a Varese. Contragué matrimoni en dues ocasions, en primeres núpcies amb la princesa Margarida de Borbó-Parma i en segones núpcies amb la princesa Berta de Rohan.
- SAR l'infant Alfons de Borbó, duc de Sant Jaume, nat a Londres el 1849 i mort a Viena el 1936. Es casà amb la infant Maria Neus de Portugal.

Beatriu morí a la població austríaca de Görz el dia a l'edat de 81 anys.